# Protesty proti nacistické okupaci v Protektorátu Čechy a Morava 28. října 1939

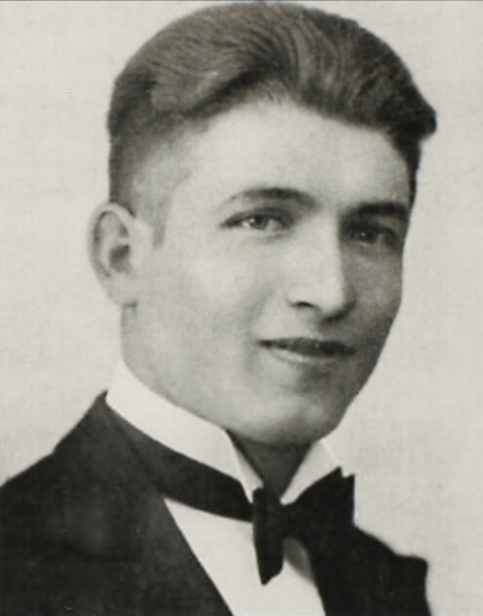
Jedna z obětí protestů, student pražské medicíny Jan Opletal

Protesty proti nacistické okupaci dne 28. října 1939 v Protektorátu Čechy a Morava se proměnily v mohutnou národní demonstraci, která se vedle odporu polského lidu stala nejmasovějším protinacistickým činem v tehdejší Evropě. 
V Praze vystoupilo proti okupační moci na 100 000 demonstrantů. A do ulic vyšli obyvatelé v celém protektorátu. Během demonstrací došlo ke střetům s nacisty, kteří neváhali použít střelných zbraní. Demonstrace si vyžádala nejednu oběť. V Praze byl zastřelen dělník Václav Sedláček a těžce zraněno bylo dalších 15 účastníků demonstrace. Mezi nimi i student Jan Opletal.

## Přípravy
Na přípravách k demonstracím se podílely jak organizace národního odboje, tak i ilegální KSČ. Šlo především o pozvednutí českého ducha k odporu.   
Nacistický aparát i protektorátní vláda očekávaly 28. říjen se značnými obavami. Výroční den vzniku republiky byl proto vyhlášen všedním pracovním dnem. Stávky měly být kvalifikovány jako sabotáže a nedostavení se do zaměstnání mělo být chápáno jako zřejmý odpor, který mínila okupační moc tvrdě postihovat, třeba i smrtí. Přes veškeré tyto výhrůžky však přípravy pokračovaly.   
Jednotlivé odbojové organizace se však nedokázaly shodnout na společném postupu. Politické ústředí se zasazovalo o „tichou slavnost“. Naproti tomu ilegální KSČ plánovala masivní stávky a demonstrace. Ve snaze sjednotit postup, byla na 22. října svolána porada zástupců hlavních odbojových organizací do vinohradského Národního domu v Praze. Zde se soustředily na konkrétní přípravy akcí k 28. říjnu.
První série letáků se objevila mezi 10. a 15. říjnem a vyzývala obyvatelstvo k tomu, aby se oblékli do svátečního, aby nikdo nenakupoval a nepoužíval veřejnou dopravu. Lidé měli omezit práci na nejmenší míru a připnout si českou trikoloru či jiný státní znak. Jiné série letáků vyzývaly k tiché demonstraci a připnutí černé stužky či kravaty.   
Letáky se mezi obyvatelstvem šířily, ale působily často protichůdným dojmem. Pokyny byly často na poslední chvíli měněny či odvolávány. Například 27. října přišla zpráva, že je prozrazen pokyn týkající se černých vázanek. Pokyn byl proto odvolán. Přesto část obyvatelstva s černými vázankami vyšla.

## Průběh

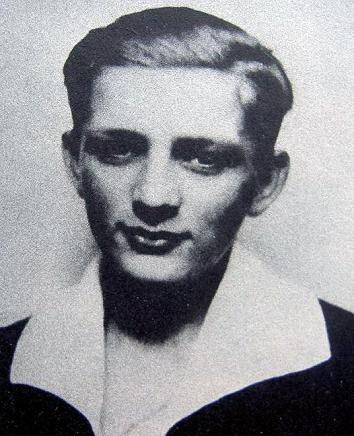
Jedna z obětí protestů, pekařský učeň Václav Sedláček

V předvečer 28. října byl provoz na ulicích slabší než jindy, pouliční obchodníci zněkolikanásobili prodej stužek v národních barvách. Podle tehdejších odhadů bylo ve dnech před 28. říjnem a přímo 28. října prodáno na 30 000 stužek. Pokyny obléci si smuteční či slavnostní oděv vyslechl málokdo, zato téměř každý Čech si připnul nějaký pásek v národních barvách. Ve většině pražských závodů začali dělníci práci včas, kdežto na stavbách nenastoupili dělníci k práci vůbec, nebo přišli, ale nepracovali. Na vysokých školách byla během dopoledne zastavena výuka. Na Václavském a Staroměstském náměstí se v dopoledních hodinách začaly utvářet hloučky lidí a docházelo k prvním potyčkám s Němci. Z davu se ozývaly výkřiky jako: „Chceme svobodu, chceme právo!“, „Ať žije Beneš!“, „Pryč s Hitlerem!“, „My chceme Stalina!“ či se zpívaly písně Kde domov můj a Hej, Slované. Během odpoledne se policejní složky několikrát pokusily o vyklizení Václavského náměstí, což se jim podařilo až kolem 18. hodiny. Demonstrace pak pokračovaly na Karlově náměstí, ve Vinohradech a na Masarykově nádraží až do 20. hodiny.  
Výsledkem střetů byli minimálně 2 zastřelení, 15 těžce zraněných, počet lehce zraněných vystoupal na stovky. Na 400 lidí bylo zatčeno (českou policií jen 50).   
Demonstrovalo se i v dalších městech Protektorátu. V Ostravě se shromáždilo na 12 000 osob, v Brně se v centru sešlo kolem 800 lidí, v Moravské Třebové dokonce 3000 lidí, dav byl však rychle rozehnán. Ve městech lidé vyvěšovali československé vlajky, nosili odznáčky a zpívali národní písně, docházelo k menším potyčkám, byly poškozovány německé nápisy apod. Protestní akce pokračovaly v Praze ve zmenšené míře i 29. října. Aby bylo zabráněné přísunu velkého davu lidí do centra, byla zastavena tramvajová doprava. K žádným větším střetům však již nedošlo.

## Závěr
Průběh demonstrací zneklidnil i představitele nacistické moci v Berlíně. Hitler vyhrožoval zrušením autonomie a povoláním tankové divize. Obdobné akce měly být napříště potlačovány zbraněmi a silou, přičemž potrestání mělo směřovat na veškeré obyvatelstvo. Nacisté obviňovali z demonstrací také protektorátní vládu a policii, která prý nepostupovala s dostatečnou rázností a důsledností.
Epilogem 28. října se staly demonstrace 15. listopadu při pohřbu Jana Opletala. Nacisté tyto protesty pojali jako pokračování akcí z 28. října a tentokrát tvrdě zasáhli. Výsledkem bylo uzavření českých vysokých škol, zatčení stovek studentů, 9 představitelů studentských organizací bylo popraveno.